# Зигфрид фон Кверфурт-Мюлберг
Зигфрид фон Кверфурт-Мюлберг-Кличен (на немски: Siegfried von Querfurt, Herr zu Mühlberg & Klitschen; † сл. 23 юни 1396) от фамилията на графовете Кверфурти на род Мансфелд е господар на Кверфурт-Мюлберг-Кличен.
Той е син на Гебхард X фон Кверфурт, господар на Мюлберг († между 20 септември и 28 ноември 1354), убит от слуга на епископа на Майсен. Внук е на Гебхард VII фон Кверфурт († сл. 29 юни 1322) и съпругата му Хадевиг фон Лобдебург († сл. 1318), дъщеря на Ото IV фон Арншаугк († 2 юли 1289) и на фон Шварцбург, дъщеря на граф Гюнтер VII фон Шварцбург-Бланкенбург († 1275/1278) и София фон Орламюнде († 1268). Потомък е на бургграф Гебхард V фон Кверфурт († 1240) и на фон Вернигероде.

## Фамилия
Зигфрид фон Кверфурт-Мюлберг-Кличен се жени за Юта фон Бланкенхайн († сл. 1383), сестра на Лудвиг фон Бланкенхайн († сл. 1411), дъщеря на Лудвиг фон Бланкенхайн († сл. 1370) и Катерина фон Танроде. Те имат един син:
- Гебхард XIII фон Кверфурт-Танрода († 30 януари 1418), женен за Елизабет фон Вайда († сл. 1418), дъщеря на Хайнрих XV фон Вайда († 1396/ 1404) и Анна фон дер Даме († сл. 1414)[2]